# Million Dollar Money Drop
Million Dollar Money Drop – amerykański teleturniej emitowany na kanale FOX, emitowany w USA i Kanadzie. Pierwszy odcinek programu nadano 20 grudnia 2010 roku, a ostatni 1 lutego 2011. Teleturniej prowadził Kevin Pollak. Program oparty jest na formacie The Money Drop (który po raz pierwszy emitowany był na brytyjskim kanale Channel 4 pod nazwą The Million Pound Drop).

## Zasady gry
Dwoje zawodników na początku gry otrzymuje milion dolarów w 50 paczkach po 20.000$. Następnie muszą odpowiedzieć na siedem pytań, starając się przy tym zachować jak największą ilość gotówki.
Najpierw zawodnicy muszą wybrać jedną z dwóch kategorii. Dla pierwszych trzech pytań do wyboru możliwe są cztery odpowiedzi, dla trzech kolejnych trzy odpowiedzi oraz dla ostatniego siódmego, dwie odpowiedzi. Zawodnicy muszą rozłożyć wszystkie pieniądze na dowolnej ilości zapadni, pozostawiając zawsze przynajmniej jedną pustą, po przeczytaniu pytania i odpowiedzi. Jeżeli tego nie zrobią, pieniądze, które nie znalazły się na zapadniach, przepadają. Po zakończeniu odliczania zapadnie otwierają się, czasami jedna po drugiej, czasami wszystkie jednocześnie. Pieniądze, które umieszczone są na zapadni, do której przypisana jest błędna odpowiedź, spadają do pomieszczenia, w którym przebywają strażnicy. Układają oni je do specjalnej walizki. Gdy zawodnicy stracą całą swoją gotówkę, gra się kończy.
| Pytanie | Ilość odpowiedzi | Limit czasu |
| ------- | ---------------- | ----------- |
| 1-3     | 4                | 60 sekund   |
| 4-5     | 3                | 75 sekund   |
| 6       | 3                | 90 sekund   |
| 7       | 2                | brak limitu |

W tej wersji teleturnieju, zawodnicy mają do dyspozycji koło ratunkowe, "Szybka zmiana". Można je wykorzystać tylko raz, po zakończeniu odliczania. Po jego użyciu zawodnicy otrzymują 30 sekund, aby przenieść pieniądze na wybrane zapadnie
Po zakończeniu odliczania zapadnie otwierają się.

## Wygrane
W tej wersji programu tylko jednej parze udało się odpowiedzieć na wszystkie pytania. Byli to Nathan Moore oraz Lana McKissack. Wygrali oni 300 000$. Dwanaście par nie wygrało nic lub zostało wyeliminowanych z gry.